# Led Zeppelin North American Tour Spring 1969
Led Zeppelin North American Tour Spring 1969 – piąta trasa koncertowa grupy muzycznej Led Zeppelin; druga amerykańska trasa koncertowa w karierze zespołu. Obejmowała 25 koncertów.

## Program koncertów
1. "Train Kept A-Rollin'" (Bradshaw, Kay, Mann)
2. "I Can't Quit You Baby" (Dixon)
3. "As Long As I Have You" (Mimms)
4. "Dazed and Confused" (Page)
5. "You Shook Me" (Dixon, Lenoir)
6. "How Many More Times" (Bonham, Jones, Page)
7. "Communication Breakdown" (Bonham, Jones, Page)
8. "White Summer"/"Black Mountain Side" (Page)
9. "Killing Floor" (Wolf)
10. "Babe I’m Gonna Leave You" (Bredon, Page, Plant)
11. "Pat's Delight (Bonham)
12. "Whole Lotta Love" (Bonham, Dixon, Jones, Page, Plant)

Powyższa setlista zmieniała się podczas poszczególnych koncertów.

## Lista koncertów
- 24, 25, 26 i 27 kwietnia – San Francisco, Kalifornia, USA – Filmore West
- 1 maja – Irvine, Kalifornia, USA – Crawford Hall – US Irvine
- 2 i 3 maja – Pasadena, Kalifornia, USA – Rose Palace
- 4 i 5 maja – Santa Monica, Kalifornia, USA – Santa Monica Civic Center
- 9 maja – Edmonton, Alberta, Kanada – Edmonton Gardens
- 10 maja – Vancouver, Kolumbia Brytyjska, Kanada – Pacific Coliseum
- 11 maja – Seattle, Waszyngton, USA – Green Lake Aqua Theater
- 13 maja – Honolulu, Hawaje, USA – Civic Auditorium
- 16 maja – Detroit, Michigan, USA – Grande Ballrooms (dwa koncerty)
- 17 maja – Athens, Ohio, USA – Convocation Center
- 18 maja – Minneapolis, Minnesota, USA – Guthrie Theater
- 23 maja – San Jose, Kalifornia, USA – Northern California Folk-Rock Festival
- 24 maja – Chicago, Illinois, USA – Kinetic Playground
- 25 maja – Columbia, Maryland, USA – Merriweather Post Pavillion
- 27, 28 i 29 maja – Boston, Massachusetts, USA – Boston Tea Party
- 30 i 31 maja – Nowy Jork, Nowy Jork, USA – Filmore East